# Charlie Chan's Chance
Pour plus de détails, voir Fiche technique et Distribution.
Charlie Chan's Chance est un film américain réalisé par John G. Blystone, sorti en 1932.
Warner Oland y interprète pour la troisième fois le rôle du détective sino-américain Charlie Chan. Le film est maintenant considéré comme perdu.

## Synopsis
Le détective de la police d'Honolulu Charlie Chan échappe à une tentative d'assassinat. Il se lance à la recherche du coupable.

## Fiche technique
- Titre original : Charlie Chan's Chance
- Réalisation : John G. Blystone
- Scénario : Barry Conners et Philip Klein, d'après la nouvelle Behind That Curtain d'Earl Derr Biggers
- Photographie : Joseph H. August
- Montage : Alex Troffey
- Société de production : Fox Film Corporation
- Pays de production :  États-Unis
- Langue : anglais
- Format : Noir et blanc - 35 mm - 1,37:1 - Mono
- Genre : policier
- Durée : 73 minutes
- Date de sortie :
  - États-Unis : 24 janvier 1932

## Distribution
- Warner Oland : Charlie Chan
- Alexander Kirkland : John R. Douglas
- H. B. Warner : inspecteur Fife
- Marian Nixon : Shirley Marlowe
- Linda Watkins : Gloria Garland
- James Kirkwood : inspecteur Flannery
- Ralph Morgan : Barry Kirk
- James Todd : Kenneth Winwood
- Herbert Bunston : Garrick Enderly
- James Wang : Kee-Lin
- Joe Brown : docteur
- Charles McNaughton : Paradise
- Edward Peil Sr. : Li Gung
- William P. Carleton : (non crédité)